# 仲宗根豊見親

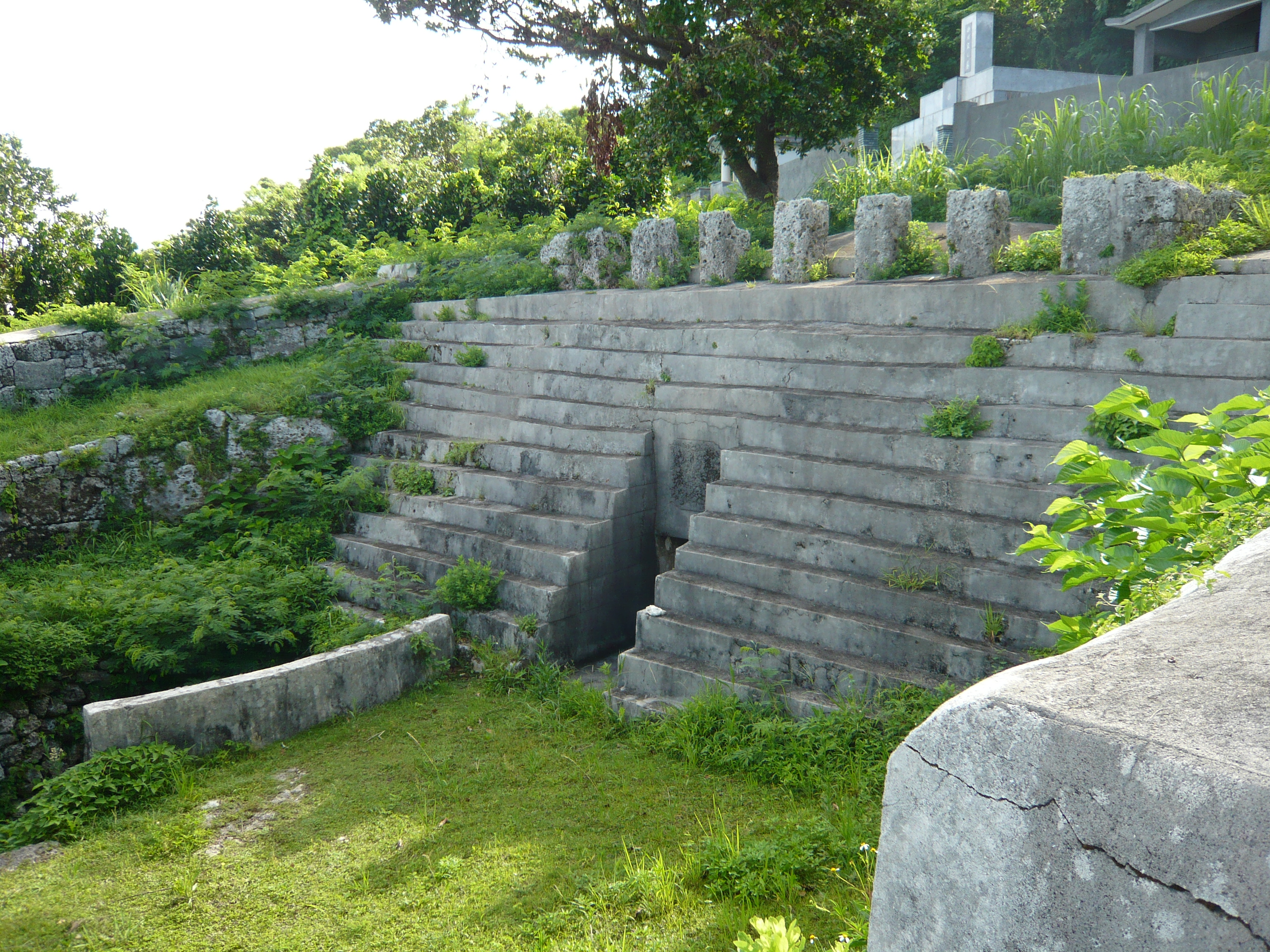
仲宗根豊見親の墓（宮古島市平良）

仲宗根 豊見親（なかそね とぅゆみゃ）は、沖縄県の宮古島の豪族、島主。
宮古島の平良を拠点とした、15世紀末から16世紀初めの宮古第一の首領であり、朝貢開始を機に琉球豪族となった。童名は空広（そらびー）。「忠導氏家譜正統」によれば名乗は玄雅で、天順年間（1457-64）に生まれ、嘉靖の初めごろ（16世紀初期）死去した。

## 概要

### 出自
14世紀以来、宮古島は目黒盛豊見親の勢力と、琉球王府より宮古の首長に任ぜられていた与那覇勢頭豊見親の二つの勢力に分かれていた。
空広は目黒盛豊見親の5世孫にあたる。若年期については「宮古島旧記」に載る。それによれば、真誉之子豊見親の長男として生まれたが、伯父である根間大親が子無くして卒したので、その妻に請われて養子に入った。天性孝順にして養母の教えに良く従い成長した。
空広は7歳にして既に才気煥発であった。ある日、荘園で自ら奴僕を下知していたところ、当世の主である大里大殿（大立大殿）が通りかかった。この人は与那覇勢頭豊見親の孫である。空広は蒜を束ねて差し出して「吾が作物の初を主に奉らん」と述べた。大里大殿は、空広が7歳にして礼儀をわきまえ、形相非凡、言語さわやかにして大人の風ある事を認め「吾今日奇童に会う」と喜んだ。空広が17歳になると、大殿の家権を任された。当時は諸味麹をもって貢物にしていたが、空広は巧みな采配で滞りなく収納して待たせず、また壺を返す時には中身を残して「遠くから来たのを憐れみ、主人がこれを給うものなり」と渡したので、人望を得、大殿が卒去すると、空広こそ島主と見なされるようになった。

### 尚円王への謁見、島における事績
「球陽（109号）」によれば、大殿には後手盛という子供がおり、大殿の死後島主となったが、琉球王府に行った帰りに久米島で死んだため、空広が島主となった。また「忠導氏家譜正統」によれば、成化年間に尚円王に謁見し、島主に任じられた。
空広のあやごには「平良の皆よ集まれ、城の皆よ集まれ、下地の皆よ集まれ、清水を飲ますよ」と歌われており、平良、城辺、下地の三部落に声をかけて井戸開掘事業を行ったものと解されている。
また「仲宗根豊見親定納相調べ琉球へ差上り候時のあやご」には「宮古の初物を大蔵に収納し琉球に収める事を空広が始めた」などと歌われており、蔵元開設の意味と解されている。空広が初めて諸村に年貢を定めた事は「家譜」にも述べられている。
また「下地橋道積上のあやご」には、下地から平良へ往還する男女が腰まで海水に浸かって難儀するのを見て、下地の者に命じて下地橋道を建設した事が述べられている。これは現在も残る。ただし実際の工事宰領は、「川充氏家譜」によれば、当時の下地地方の勢力家、川満大殿が勤めた。

### オヤケアカハチの乱
石垣島で起こったオヤケアカハチの乱（1500年）平定の船団を先導した。また、中山の命を受けて与那国島の鬼虎の乱を平定した。いずれも忠導氏家譜正統に載る。
- オヤケアカハチの乱後は、次男の祭金が八重山守護職に任じられていた。しかし4年後、三男の知利真良豊見親に代えられた（忠導氏家譜正統）。「球陽」によれば、祭金は人民を虐待したので退官させたと載る。

- これより後、明治の琉球処分まで、仲宗根豊見親の子孫である忠導氏、知利真良豊見親の子孫である宮金氏、与那覇勢頭豊見親の子孫である白川氏の三氏で、宮古島の官職を占めることとなる。

- 琉球王家に伝わった宝刀「治金丸」は、仲宗根豊見親が献上したものである[2]。
- 仲宗根豊見親の多くの功績は、１８世紀に記された、宮古島の歴史をまとめた『宮古島旧記』、その後に書かれた『宮古島記事仕次』に記載されている。

『宮古島記事仕次』は、民話・伝説集という色彩が濃い。『宮古島記事仕次』に登場する「空広」は、他の説話に登場するトリックスターの様なエピソードを多く残している。
- 仲宗根豊見親の墓：漲水海岸を見下ろす小高い丘にあり、前面は13段の階段状、上に7個の立石が並んでいる。宮古独自のミャーカ式から横穴式に移る中間の様式で、宮古一巨大である。

- 仲宗根豊見親八重山入りの時のアヤゴ(古謡)：宮古島の史歌の最盛期の傑作といわれる。

## 系譜
『宮古島記事仕次』より

### 先祖
- 根間大按司
  - 根間角嘉良天大之大氏
    - 目黒盛豊見親
      - 真角与那盤殿
        - 普佐盛豊見親
          - 真誉之子豊見親
            - 仲宗根豊見親玄雅

### 家族
- 父：真角与那盤殿
  - 長男：仲宗根豊見親玄雅
  - 妻：宇津免嘉
    - 長男：金盛
    - 次男：祭金（マチリンガニ）
    - 三男：知利真良（チリマラ）

  - 二男：真濃茶天太
  - 三男：伊寿金中氏
  - 四男：伊志津利
  - 五男：満喜屋利
  - 六男：知屋盛土賀豊見親